# Golden 1 Center
Golden 1 Center è un'arena polivalente situata a Sacramento, in California. Ospita la squadra NBA dei Sacramento Kings dal 2016 sostituendo l'ormai obsoleta Sleep Train Arena.